# Lista de gabinetes da Iugoslávia
A seguir está uma lista dos gabinetes governamentais da Iugoslávia. 

## Lista de gabinetes
Fontes: 
| N°  | Gabinete                                           | Data                    | Partidos                  |
| --- | -------------------------------------------------- | ----------------------- | ------------------------- |
| 1.  | Gabinete de Nikola Pašić I                         | 1º de dezembro de 1918  | NRS                       |
| 2.  | Gabinete de Stojan Protić I                        | 20 de dezembro de 1918  | NRS — DS                  |
| 3.  | Gabinete de Ljubomir Davidović I                   | 16 de agosto de 1919    | DS                        |
| 4.  | Gabinete de Stojan Protić II                       | 19 de fevereiro de 1920 | NRS                       |
| 5.  | Gabinete de Milenko Vesnić                         | 16 de maio de 1920      | NRS                       |
| 6.  | Gabinete de Nikola Pašić II                        | 1º de janeiro de 1921   | NRS — DS                  |
| 7.  | Gabinete de Nikola Pašić III                       | 24 de dezembro de 1921  | NRS — DS                  |
| 8.  | Gabinete de Nikola Pašić IV                        | 16 de dezembro de 1922  | NRS — DS — JMO            |
| 9.  | Gabinete de Nikola Pašić V                         | 1 de maio de 1923       | NRS — JMO                 |
| 10. | Gabinete de Nikola Pašić VI                        | 27 de março de 1924     | NRS — JMO                 |
| 11. | Gabinete de Nikola Pašić VII                       | 21 de maio de 1924      | NRS — JMO                 |
| 12. | Gabinete de Ljubomir Davidović II                  | 28 de julho de 1924     | DS — SLS — JMO            |
| 13. | Gabinete de Nikola Pašić VIII                      | 6 de novembro de 1924   | NRS — SDS — HRSS          |
| 14. | Gabinete de Nikola Pašić IX                        | 29 de abril de 1925     | NRS — SDS — HRSS          |
| 15. | Gabinete de Nikola Uzunović I                      | 8 de abril de 1926      | NRS — HRSS                |
| 16. | Gabinete de Nikola Uzunović II                     | 1 de fevereiro de 1927  | NRS                       |
| 17. | Gabinete de Velimir Vukićević I                    | 17 de abril de 1927     | NRS — DS — JMO — SLS      |
| 18. | Gabinete de Velimir Vukićević II                   | 2 de fevereiro de 1928  | NRS — DS — JMO — SLS      |
| 19. | Gabinete de Anton Korošec                          | 28 de julho de 1928     | NRS — DS — JMO — SLS      |
| 20. | Gabinete de Petar Živković                         | 7 de janeiro de 1929    | Ditadura de 6 de Janeiro  |
| 21. | Gabinete de Vojislav Marinković                    | 4 de abril de 1932      | JRSD                      |
| 22. | Gabinete de Milan Srškić I                         | 3 de julho de 1932      | JRSD                      |
| 23. | Gabinete de Milan Srškić II                        | 5 de novembro de 1932   | JNS                       |
| 24. | Gabinete de Nikola Uzunović III                    | 27 de janeiro de 1934   | JNS                       |
| 25. | Gabinete de Bogoljub Jevtić                        | 22 de dezembro de 1934  | JRZ                       |
| 26. | Gabinete de Milan Stojadinović I                   | 24 de junho de 1935     | JRZ                       |
| 27. | Gabinete de Milan Stojadinović II                  | 7 de março de 1936      | JRZ                       |
| 28. | Gabinete de Milan Stojadinović III                 | 4 de outubro de 1937    | JRZ                       |
| 29. | Gabinete de Dragiša Cvetković I                    | 5 de fevereiro de 1939  | JRZ                       |
| 30. | Gabinete de Dragiša Cvetković II                   | 26 de agosto de 1939    | JRZ — HSS                 |
| 31. | Gabinete de Dušan Simović                          | 27 de março de 1941     | Golpe de Estado Iugoslavo |
| 37. | Governo Provisório (Gabinete de Josip Broz Tito I) | 7 de março de 1945      | JNOF — DS — HSS           |
| 38. | Gabinete de Josip Broz Tito II                     | 2 de fevereiro de 1946  | KPJ                       |
| 39. | Gabinete de Josip Broz Tito III                    | 27 de abril de 1950     | KPJ                       |
| 40. | Gabinete de Josip Broz Tito IV                     | 17 de janeiro de 1953   | SKJ                       |
| 41. | Gabinete de Josip Broz Tito V                      | 30 de janeiro de 1955   | SKJ                       |
| 42. | Gabinete de Josip Broz Tito VI                     | 19 de abril de 1958     | SKJ                       |
| 43. | Gabinete de Petar Stambolić                        | 29 de junho de 1963     | SKJ                       |
| 44. | Gabinete de Mika Špiljak                           | 18 de maio de 1967      | SKJ                       |
| 45. | Gabinete de Mitja Ribičič                          | 17 de maio de 1969      | SKJ                       |
| 46. | Gabinete de Džemal Bijedić                         | 30 de julho de 1971     | SKJ                       |
| 47. | Gabinete de Đuranović                              | 14 de fevereiro de 1977 | SKJ                       |
| 48. | Gabinete de Milka Planinc                          | 16 de maio de 1982      | SKJ                       |
| 49. | Gabinete de Branko Mikulić                         | 15 de maio de 1986      | SKJ                       |
| 50. | Gabinete de Ante Marković                          | 16 de março de 1989     | SKJ / SRS                 |